# ضربه آخر
ضربه آخر فیلمی به کارگردانی داوود موثقی و نویسندگی احمد رضاییان ساختهٔ سال ۱۳۷۲ است.

## خلاصه داستان
تورچی به همراه چند تن از همدستانش شکوهی را از زندان آزاد می‌کند. آنها به قصد خروج از کشور به یکی از روستاهای مرزی سیستان می‌روند. در روستای مرزی للوک و خورشید، در پی عشقی طولانی و پشت سر گذاشتن موانع بسیار، زندگی مشترک‌شان را آغاز کرده‌اند. گروه تورچی به واسطهٔ مرد سابقه داری به نام مهران فر للوک را اغوا می‌کنند تا آنها را از مرز عبور دهد. دوست محمد، رقیب عشقی للوک، در پی انتقام، نیروهای انتظامی منطقه را مطلع می‌کند. افراد شکوهی در حمایت از او و تورچی و للوک با نیروهای انتظامی درگیر می‌شوند. اما تورچی برای گریختن از مخمصه شکوهی را از پا درمی‌آورد و به تعقیب للوک می‌پردازد. او با گلولهٔ مأموران کشته می‌شود، و للوک نیز توسط دوست محمد گرفتار می‌شود. یک سال بعد دوست محمد به خواستگاری خورشید می‌رود، اما پدر خورشید، سال حمزه، که عموی دوست محمد نیز هست، با شلیک گلوله و مجروح کردن دوست محمد، با این وصلت مخالفت می‌کند. سال‌ها بعد للوک، که همه او را مرده می‌پندارند، آزاد می‌شود. به او می‌گویند که خورشید سال‌ها پیش با پدرش به مشهد رفته‌است. وقتی للوک مصمم به انتقام گرفتن از مهران‌فر است دوست محمد مانع می‌شود. للوک در مشهد متوجه می‌شود که خورشید جذام گرفته، اما با توضیحات پزشک آسایشگاه روشن می‌شود که امید زیادی به بهبودی خورشید می‌رود. للوک و خورشید می‌روند تا زندگی تازه‌ای را آغاز کنند.

## بازیگران
- محمد مختاری
- پردیس افکاری
- امرالله صابری
- رضا صفایی‌پور
- علی برجسته
- ولی‌الله مؤمنی
- مریم معترف
- روح‌الله مفیدی
- بهزاد عزیزپور
- محرم بسیم
- احمد رضاییان
- اکبر اصفهانی
- محمد ابهری
- فاطمه حسین‌ملا
- طاهره یوسف نیائی
- حسین ملکی
- نادر طریقت
- حامد مولودی
- حبیب شهنواز
- رسول شاهوزهی
- اسماعیل اقبالپور
- کریم شهنوازی
- اختر محمددوربانی
- خالد شاهوزهی
- مهدی آذرفر